# 카우보이 비밥
《카우보이 비밥》(Cowboy Bebop,カウボーイビバップ)은 일본의 애니메이션 제작사 선라이즈가 제작한 작품으로 TV동경계열에서 1998년 4월부터 같은 해 6월까지 전26화 중 일부가 방송되고 그 후 WOWOW에서 같은 해 10월부터 1999년 4월에 걸쳐 전26화가 방송되었다. 또한 극장판 천국의 문이 제작되어 2001년 9월에 상영되었다. 넷플릭스에서 실사 드라마로도 방영한 바 있다.
1998년 11월에 개최된 제3회 애니메이션코베에서 작품상 및 TV부문을 수상. 2000년 일본SF대회에서 성운상미디어부문을 수여받은 바 있다.
- 감독: 와타나베 신이치로
- 각본: 노부모토 케이코
- 음악: 칸노 요코

카우보이 비밥은 2071년을 배경으로, 우주에서 현상수배범들을 잡는 미래의 카우보이들의 모험을 다룬 애니메이션으로 아시아와 태평양, 유럽, 아메리카 등 전 세계 40여개 국에서 선풍적인 인기를 끌었다. 특히, 애니메이션 매니아들 사이에서 SF물 특유의 독창적인 세계관을 구축한 블록버스터급 대작으로 일컬어지고 있으며, 일본 애니메이션 설문조사에서 1998년 최우수 작품으로 선정되어, 시대적 흐름에 따라서, 성인 대상 시청자들의 취향을 반영한 일본 애니메이션 역사의 새로운 지평을 열게 되었다.
TV판 애니메이션 전 26화 이외에, 극장판 천국의 문이 상영되었고, 만화와 비디오 게임 (PS1, PS2)으로도 발매되었다.
작품에 포함된 BGM에 대한 평가가 압도적으로 높았고, 와타나베 신이치로 감독조차 카우보이 비밥이 성공한 이유로 음악을 들었을 정도이다. 재즈나 록, 발라드 등 온갖 장르의 음악들이 쏟아져 나오며, 특히 타이틀에도 항상 장르의 이름이 들어간다(5화. 타락천사들의 발라드). 타이틀에 나온 장르가 각 에피소드의 메인 테마가 되어 음악장르의 성격을 파악하면 타이틀에서 그 내용을 추측할 수 있다.

## 개요
2071년 화성을 중심으로한 태양계를 주무대로 우주선 비밥호의 크루인 현상금사냥꾼 '스파이크 스피겔', '제트 블랙', '페이 발렌타인' 등의 활약을 그린 하드보일드 터치의 SF의 애니메이션. "상처투성이의 천사(傷だらけの天使)"와 "탐정이야기(探偵物語)"와 같은 1970년대의 TV 드라마와, "The Sting", "The Getaway"등의 아메리칸 뉴시네마, 오우삼 감독의 "영웅본색" 시리즈, "루팡3세"와 "은하선풍 브라이가(銀河旋風ブライガー)"외 J9시리즈, "코브라(コブラ)"와 같은 애니메이션 작품을 함축적으로 표현한 것이 특징이다. 'Bebop'이라는 타이틀에서 알 수 있듯, 재즈로부터 블루스, 록, 테크노 등의 보통 SF작품에는 어울리지 않을것 같은 팝뮤직을 BGM으로 사용하여, 그 독창적인 세계관과 맞물려 독보적인 스타일을 변주시켰다.
본 작품을 제작한 선라이즈는 거대로봇 애니메이션을 주로 제작해 온 회사로, 애니메이션에 등장하는 로봇을 완구메이커가 상품화할 때 발생하는 로열티수입이 큰 수입원이었다. 따라서 로봇애니메이션이 아닌 본 작품은 로열티 수입을 거의 기대할 수 없었고 그대로는 기획이 통과되기 어려웠지만, 음악 CD와 영상패키지 등을 통한 투자금 회수 계획이 면밀히 세워져있었기에 기획이 실현될 수 있었다. 본 작품을 통하여 "비디오와 음악CD세일즈에서 건담 시리즈에 필적할 정도의 높은 실적을 올렸다"라고 선라이즈는 말했다. 프로듀서인 선라이즈의 미나미 마사히코(南雅彦)에 따르면 제작비와 투자·개발비까지 만만치 않게 들어간 작품으로, 사장이 "미나미, 회사를 말아먹을 셈이냐"라고 말할 정도였다고 한다. 단, 08(기동전사 건담: 제08MS소대)만큼은 안 들었습니다"라고 말하고 있다.
또한 본 작품의 특징의 하나로, 그 세계관 설정에서 등장인물의 디자인에 전 세계의 인종적 특징이 잘 나타나있는 점을 들 수 있다. 캐릭터 디자인을 담당한 카와모토 토시히로(川元利浩)에 따르면, 이것은 와타나베 감독으로부터 허가를 받았기 때문에 가능했다라고 했다. 원화를 그린 작가들을 보면, 오우사카 히로시 (逢坂浩司)등 주로 "시티헌터"와 "기동전사 건담 시리즈"에서 활약한 단면을 확인할 수 있다.

### 기획 단계
스타워즈의 인기가 다시 돌아오자 우주선 붐이 올 것이라 예상한 반다이 하비 사업부로부터 선라이즈에 "우주선으로 프라모델 전개가 가능한 애니메이션"이라는 오퍼가 온 것이 최초 기획의 발단이 되었다고 함. 와타나베 신이치로감독은 미나미 마사히코로부터 "프라모델이 팔리는 작품이라면 뭐든지 좋으니 만들지 않겠나" 라고 제의를 받아, 미국의 바운티 헌터 (bounty hunter)의 영감을 얻어, 근미래의 우주를 무대로 하는 무국적 액션장르를 생각해냈음. 콘셉트는 스페이스 오페라가 아닌 "스페이스 재즈"로, 기획 타이틀은 '유성비밥!' (다음으로 '슈팅스타 비밥'). 스탭으로는 미나미 마사히코와 와타나베 신이치로가 참여했던 "기동전사 건담 0083 스타더스트 메모리", "기동무투전 G건담", "마크로스플러스"의 인맥들이 다수 참여하였음. 하지만 독창적인 세계관을 구축한 것에 대해 주위의 반응이 좋지 않았기 때문에, 지상파 방송시간이 좀처럼 정해지지 않았고, 방송될 때까지 약 2년 정도가 필요했음.
사운드트랙을 발표한 레코드 회사는 "재즈 같은게 일본에서 몇장이나 팔릴것 같습니까"라고 반대함 (칸노 요코도 처음에는 "재즈라니, 절대로 팔리지 않아"라고 생각했다고 함). 메이커도 "이대로는 우주선이 안팔리니까" 라고 반대하여 그대로 묻힐 뻔 하면서도, 반다이 비주얼의 도움을 얻어 어떻게든 방송을 하게 됐지만, 방송 전의 제1화를 본 관계자는 "(이야기가) 너무 무거운데요, 안팔려요 이거."라고 말했다고 함.

### 음악
오프닝, 엔딩곡과 작품의 BGM은 일부를 제외하고 전부 칸노 요코가 작곡한 곡으로, 제13회 일본레코드대상 'Animation album of the year'를 수상. 오프닝, 엔딩곡이외에도 보컬을 포함한 곡들도 다수 사용됨. 또한, 1999년 8월 16일 시부야 ON AIR EAST, 2001년 8월 10일에는 SIBUYA-AX에서 열린 라이브는 양쪽 모두 티켓이 판매당일매진됨.

### TV방송에 관하여
TV 도쿄에서의 방송은, 방송시간대가 1사이클 밖에 확보되지 못했기 때문에 전 26화중 12화 (2,3,7-15,18화) + 특별편의 전 13회가 방송되었고, 폭력성 및 선정성 시비 문제가 거론되어 수정, 삭제됨. 이것은 제작을 시작할 당시로부터 방송에 이르는 도중에 청소년의 나이프를 사용한 폭력사건이 일어난 것과, 포켓몬쇼크에 의한 TV도쿄의 규제가 한층 더 강화되었기 때문임. 또한 방송사 자체는 제작에 별로 관여하고 있지 않았기 때문에, 방송사 관계자는 심야애니메이션과 같이 '프로그램담당'으로 크레딧에 이름을 올림.
TV도쿄판 최종화인 특별편 '잡동사니들의 블루스(寄せ集めのブルース)'는 이러한 규제 및 삭제에 대한 항의를 메인캐릭터들의 독백으로 표출한 것(보통 특별편과는 다르게 본 스토리자체는 거의 언급하고 있지 않음)으로, 엔딩에서는 「THIS IS NOT END.YOU WILL SEE THE REAL "COWBOY BEBOP" SOMEDAY!」이라는 다소 도발적인 메시지로 끝맺고 있음. 지금까지 한번 TV동경에서 방송된것 이후로 재방송이나 DVD등 영상소프트에는 수록 되어있지 않음.
TV도쿄 측에선, 방송이 끝나고 4개월후인 1998년 10월 WOWOW의 non-scramble (가입자용 인증 장치 없이도 시청할 수 있도록 스크램블을 걸지 않은 송신) 형식으로 전 26화가 방송되어, TV도쿄계열을 시청할 수 없었던 일부 지역에서도 WOWOW를 통한 전국적으로 시청이 가능해짐. 지상파 방송에서도 2001년 6월 23일부터 2월 16일에 걸쳐, 마이니치방송의 애니메이션시간을 통해 전 26화가 방송됨. 특별방송등에 의해 방송이 쉬는 날이 많아, 최종화까지 약 8개월이 걸림. 또한 2008년 2월 26일에서 6월 10일까지 NHK위성 제2TV에서 전 26화를 방송. 2008년 9월 1일부터 아니맥스에서도 방송됨.

### 미국에서의 반응
미국에서는 비디오와 DVD가 먼저 발매되어, 2001년 9월 1일부터 애니메이션 전문방송인 카툰네트워크의 어덜트 스윔방송(TV-14: 14세 이상 한정)으로 전미에 방송되어 인기를 얻음. 단, 이 방송에는 잔혹한 인간 살상 장면을 비롯한 여성의 전라묘사 등이 수정되어 있을뿐 아니라, 미국 방송코드 및 동시다발테러의 영향으로부터 6화 (컬럼바인 고교 총기 난사사건을 연상시키기 때문), 8화 (하이잭), 22화 (빌딩 폭파)는 방송되지 않음.

## 스토리
때는 바야흐로 2071년. 미국의 서부시대와 같이 현상금제도 (통칭:카우보이법)이 제정되어있는 세계. 스파이크 스피겔과 그 동료들은, 태양계를 중심으로 현상금 수배자를 붙잡는 일을 생계로 하고 있는 현상금 사냥꾼, 즉 '카우보이' 임. 때때로 대물의 현상금 수배자를 붙잡는 일도 있지만, 거친 일처리 때문에 같이 휩쓸린 일반시민으로부터 배상청구도 많은 그들은 낡은 어선을 개조한 우주선 비밥호를 이동수단 겸 거주지로 하여, 매일같이 새로운 현상금 수배자를 찾아 넓은 태양계를 동분서주하고 있음.

## 세계관
2022년 지구와 달 사이에서 위상차공간 게이트의 실험중에 대규모 사고가 발생함. 이 사고의 결과, 달의 표면이 크게 파이고 지구에 그 파편이 대량으로 떨어져 괴멸적인 피해를 입게됨. 이 사태로 인해 지구는 사람이 살 수 없는 죽음의 별이 되고, 인류는 혹성에 이주하지 않으면 안되는 상황에 몰리게 됨. 아이러니 하게도 이런 절망적인 사태로 인해 인류는 오랜시간 꿈꿔왔던 우주시대를 맞이하게 됨. 인류의 생활권은 급격히 확대되었지만, 게이트 사고 이후 20년간 지속된 무정부상태는 심각한 치안의 악화를 불렀고, 이러한 사태로 인해 경찰들도 어쩔수 없을 정도의 대량의 범죄를 제어하기 위해 미국의 서부시대에 있었던 '범죄자에게 현상금을 걸어, 그 적발을 일반인으로부터 공모한다'라는 카우보이(현상금사냥꾼)제도가 제정되기에 설정된 이름.
게이트 사고에 의해 국가는 붕괴되고 인류는 인종과 민족이 혼합되어 우주에 진출하게 됨. 결과적으로 2071년의 세계에는 토성권까지 진출, 지금까지 볼 수 없었던 번영의 시대를 맞이하게 됨. 화성과 금성, 타이탄 등 사람이 거주할 수 있는 혹성에는 대규모의 테라포밍이 진행되어, 지표에는 지구와 다름없는 도시가 만들어지고 인류는 그곳에서 생활을 영위하게 됨. 한편, 게이트 사고에 의해 큰 피해를 입은 지구에서는 그 후에도 달로부터 매일같이 파편이 운석으로 떨어지게 때문에 인류는 지하에서 생활할 수 밖에 없는 처지가 됨.
위상차공간 게이트를 이용한 우주항해와 나노머신, 사이버네틱스 등의 기술이 실용화되어 범태양계 컴퓨터 통신 네트워크도 운용되고 있지만, 급격한 사회의 확대가 발달의 부조화를 낳음. 이 때문에 우주트럭커 들은 자신의 트럭의 운전좌석에 변함없이 여러 가지 잡동사니를 장식 (부적이나 달마 등)으로 사용하고, 길가에는 점쟁이가 지나가는 사람들을 상대로 점을 치며, 바에서는 소흥주(紹興酒)와 노주(老酒)를 마시는 등 어딘가 향수를 느끼게 하는 20세기말부터 21세기초의 분위기와 고도의 미래사회가 공존하고 있는 세계로 그려지고 있음. 각 혹성에서 민족과 인종이 혼합되어 생활하고 있다고 해도, 각각의 커뮤니티를 형성하여 생활하고 있고, 각 혹성에는 중국어, 영어, 아라비아어 등의 간판과 표식이 난립하여 거리를 가득 메우고 있음. 민족간의 반목과 대립도 없어지지 않아, 민족그룹에 의한 범죄조직도 존재하여 각 민족사회에 깊게 뿌리내리고 있음. '레드 드래곤'과 같은 대조직은 화성의 대도시에 조직의 마크(代紋)가 들어간 거대 빌딩을 당당히 세울 정도로 강한 영향력을 미치고 있음.

## 등장인물

### 비밥호 크루
스파이크 스피겔(Spike Spiegel)
성우 - 야마데라 코이치, 구자형, 스티븐 블룸
배우 - 존 조
2044년 6월 26일 / 화성 출신 / 27세 / 신장 185 cm / 체중 70kg / 혈액형 O형.
이 애니메이션의 주인공. 붕뜬 머리에 마른 체형, 양쪽 눈동자의 색깔이 다른오드아이가 특징. 작중에서는 절권도를 바탕으로한 뛰어난 격투실력과 애총인 제리코941을 이용한 신기에 가까운 사격실력을 선보인다. 레이스용으로 개발된 기체를 개조한 고속전투기 『소드피쉬』는 스파이크의 애마이자 그의 상징. 무표정한 얼굴로 멍하니 앉아있기 때문에 느긋한 사람이라고 생각하기 쉽지만 실은 빈틈없이 경계를 하고 있다. 임기응변에도 능하여 순간적으로 발생하는 시건에 대응하는 순발력이 수준급이다. 어디에도 흥미가 없는 듯 하지만 실은 모든 것을 지켜보고 있으며 그러한 스릴을 즐기는 모습도 보인다. 현상범을 잡으러 다닐땐 자신이 직접 뛰어들어 정보를 수집하는걸 선호하는데, 그가 현상범을 잡는과정에서 주변에 피해를 주는 일이 다반사이기에 현상금을 받아도 대부분 피해보상비로 날리고 있다. 과거에 사고로 한쪽 눈을 잃었기 때문에 인공 안구를 이식받았는데 양쪽 눈의 색이 미묘하게 다르다. 스파이크는 이러한 자신의 눈을두고 한 쪽 눈으로는 과거를, 다른쪽으로는 현재를 바라보게 되었다고 말한다. 줄리아는 이러한 스파이크의 눈이 매력적이였다는 말도 하였다.
작중에서도 자주 언급되지만, 스파이크는 과거에 『레드 드래곤』이라는 범죄조직에서 일하던 실력있는 조직원이였다. 이때 평생의 숙적인 비셔스와 사랑하는 연인인 줄리아를 만나게 되었는데, 줄리아와 사귀는 과정에서 그녀와 함께 조직을 빠져나갈 것을 결심한다. 스파이크는 임무에서 죽은 것으로 위장하여 도망칠 계획이였지만, 비셔스가 이를 알아채고 줄리아에게 스파이크를 살해하도록 사주한다. 이후 무슨 일이 있었는지 작중에서 언급이 명확하지 않지만, 스파이크는 줄리아와 이별하는 대가를 치르고 조직에서 무사히 빠져나오게 된다. 이후로 스파이크는 전직 경찰출신인 제트와 팀을 이루어 현상금 사냥꾼으로 전업하여 먹고 살아가는데, 레드 드래곤 시절의 과거를 생각하며 마치 꿈을 꾸는 듯한 모습을 자주 보이게 된다. 이때문인지 현실감을 상실하여 공포의 결핍 & 감정의 결핍이 생겨버렸고, 작중 곳곳에서 목숨을 아끼지 않는 대담한 행동을 벌이는 이유가 여기에 있다.
스파이크의 모티브가 된 인물은 마츠다 유사쿠(松田優作).. 재일교포2세였으며 일본 국민배우였던 그는 하드보일드, 양복, 더벅머리, 괴짜 ,탐정이란 클리셰로 카우보이 비밥뿐만 아니라 여타 일본 영화, 드라마,애니 등의 작품에도 모티브가 되었다.
제트 블랙(Jet Black)
성우 - 이시즈카 운쇼, 김기현, 보 빌링즐리
2035년 12월 3일 / 가니메데 출신 / 36세 / 신장 188cm / 체중 90kg / 혈액형은 A형.
스파이크와 콤비를 이루는 현상금 사냥꾼이자 비밥호의 주인. 근육질의 거한으로, 턱수염과 대머리가 특징. 과거 범죄조직의 암살자인 우다이 탁심을 체포하는 과정에서 왼팔을 잃어버려 의수를 달고 다닌다. (이때의 부상으로 경찰에서 은퇴하였음) 성격은 꼼꼼한 한편으로 우유부단한 면도 가지고 있음. 늙어보이는 외모 때문에 때때로 나이들어보이는 것에 대해 신경쓰고 있으며, 가끔 현상수배범으로 오해 받기도 한다. 요리에 일가견이 있으며, 취미는 분재(盆栽). 월터P99(9mm모델)을 애용하고, 소형우주어선 캣처보트를 개조한 『햄머헤드』를 타고 다닌다. 이전에는 I.S.S.P.소속의 가니메데 경찰이였으며 한 번 물면 놓치지 않는다고하여 『블랙독(Black Dog)』이라는 별명을 얻기도 하였다. 경찰시절의 인맥을 이용하여 현상범을 추적하는데 적극 활용하고 있는 에피소드가 많다. 이름의 원래 유래는 영국의 록밴드 'The Stranglers'의 드러머 '제트 블랙'에서 왔다고 함.
페이 발렌타인(Faye Valentine)
성우 - 하야시바라 메구미, 정미숙, 웬디 리
출신지 & 연령 불명 / 지구출신 / 혈액형 B형
노출도 높은 의상에 글래머한 몸매가 눈에 띄는 여성. 대범한 성격과 달리 아름다움을 유지하기 위한 노력은 소홀히 하지 않으나, 성격이 급하고 세세한 작업을 싫어한다. 도박같이 한방에 큰액수의 돈을 버는 일을 좋아하는 편. 이때문에 여러 가지 사건에 휘말린다. 카지노 사건을 계기로 스파이크 & 제트와 인연을 맺게 되었으며, 이후엔 비밥호에서 머물게 된다. (숙식비를 제트에게 지불한다는 조건) 사격과 격투실력, 육감등은 뛰어난 편이지만 스파이크나 제트보다는 한수 아래. 경박한 여성으로 보이기도 하지만, 실제로는 외로움을 많이탄다. 작중 후반부 과거가 드러나기 전까진 기억을 잃었기 때문에 스스로에 대해 확실한 정체성을 가지고 있지 못하였다.
작중 후반부에서 그녀의 정체와 과거가 본격적으로 나오는데, 그녀는 스무살때, 지구 주위에서 우주유람을 하던중, 우주선 엔진폭발 사건으로 심각한 부상을 입은 뒤 냉동보관 상태로 있다가 깨어났다. (당시 의료기술로 페이를 살리는게 불가능하여 냉동보관.) 54년 동안 콜드슬립한 비용인 3억 우롱을 뜯어내려는 자들에게 쫓기는 것으로 보임. [20세에 냉동되어 54년만에 깨어났고, 그로부터 3년뒤가 작중 현재시기(2071년)인것으로 보아 탄생시기는 54년+3년+20세=77년전, 따라서 1994년생.] 이름의 유래는 와타나베 감독이 좋아하는 홍콩의 배우이자 가수인 '페이 웡(Faye Wong, 王菲)'과 노래 'My Funny Valentine'.
에드워드 웡 하우 페페르 티브르스키 4세(Edward Wong Hau Pepelu Tivrusky IV)
성우 - 타다 아오이, 양정화
통칭 에드. 남자아이 같지만, 여자아이다. 양말과 신발을 신으면 균형을 못잡기에 항상 맨발로 다니며, 나사가 빠진듯한 각종 기이한 행동을하는 작중 최고의 4차원적인 캐릭터. 천진난만한 겉모습과 달리 체스실력이 수준급이며 엄청난 해킹 실력을 자랑한다. 이를 살려 해킹과 정보수집 면에서 활약한다. 아인과 죽이 맞아 항상 붙어 다닌다. 의외로 직관력과 통찰력이 뛰어나 다른 비밥호 크루들이 어려워 하는 수수게끼를 순식간에 해결하기도 한다. 작중 후반 친아버지를 만난 이후 그를 쫓아가기 위하여 아인과 함께 비밥호를 떠나는 것으로 등장이 없게 되었는데, 와타나베 감독에 의하면 에드가 있어서는 카우보이 비밥의 어두운 결말을 제대로 이끌어내지 못할 것 같아 그녀가 떠나는 시나리오를 낙점했다고 한다.
아인(Ein)
성우 - 합성 음성(사운드 효과), 야마데라 코이치(예고편)
유전자 조작을 통해 태어난 지능이 매우 높은 개. 아인이라는 이름은 아인슈타인의 이름에서 유래했으며 제트가 지어줬다.

### 레드 드래곤
비셔스(Vicious)
성우 - 와카모토 노리오, 김수중, 스킵 스텔렉트
과거 스파이크 스피겔과 레드 드래곤에서 최고의 콤비로 불리던 실력파 조직원. 냉혹한 성격으로 방해가 된다거나, 자신의 야망을 위해서라면 누구든지 이용하다가 죽여버리는 비정한 성격. 일본도(카타나)를 잘 다루며, 자신의 목적을 위해선 수단과 방법을 안 가리는 비정한 인물이자 악(惡) 그 자체로 묘사된다. 자신의 여자였던 줄리아를 스파이크가 데리고 조직에서 탈퇴하려 하자, 줄리아에게 스파이크를 죽이도록 사주하였다. 이때문에 스파이크와는 철천지 원수가 되었다. 이후 레드 드래곤에의 입지를 단단하게 만든뒤로 조직의 간부가 되었다. 그러나 여기에 만족하지 못한 비셔스는 쿠테타를 일으켜 레드 드래곤을 완전하게 장악할 음모를 꾸민다.
줄리아(Julia)
성우 - 타카시마 가라, 윤소라, 메리 엘리자베스 맥글린
스파이크 스피겔과 레드 드래곤 시절의 연인이었던 과거가 있는 여인. 이 작품의 키포인트 그 자체. 비셔스와도 관계가 있는 듯 보이며 모든 게 수수께끼에 싸여 있다. 작중 후반부에 스파이크와의 재회.

### 그 외 등장인물
| 등장인물명                         | 일본성우          | 한국성우 | 등장화         |
| ---------------------------------- | ----------------- | -------- | -------------- |
| 펀치                               | 타레키 츠토무     | 이인성   | 준 레귤러      |
| 쥬디                               | 나가사와 미키     | 차명화   | 준 레귤러      |
| 안토니오                           | 히라오 진         | 탁원제   | 준 레귤러      |
| 카를로스                           | 나카지마 토시히코 | 이인성   | 준 레귤러      |
| 조빔                               | 나카 히로시       | 손종환   | 준 레귤러      |
| 밥                                 | 나카노 유타카     | 이종혁   | 준 레귤러      |
| 래핑 불                            | 코야마 타케히로   | 김정호   | 준 레귤러      |
| 아시모프 소렌산                    | 니시 린타로       | 김준     | 제1화          |
| 카테리나                           | 히노 유리카       | 차명화   | 제1화          |
| 압둘 하킴                          | 오오토모 류자부로 | 정승욱   | 제2화          |
| 고든                               | 오가와 신지       | 한상덕   | 제3화          |
| 트윙클 마리아 머독                 | 아리타 마리       | 이선주   | 제4화          |
| 마오 옌라이                        | 이토 카즈아키     | 손종환   | 제5화          |
| 애니                               | 이치죠 미유키     | 성선녀   | 제5화, 제26화  |
| 패티 리버                          | 고리 다이스케     | 박지훈   | 제6화          |
| 웬                                 | 토마 유미         | 이미자   | 제6화          |
| 제브라                             | 없음              |          | 제6화          |
| 지라프                             | 나가기 류지       | 설영범   | 제6화          |
| VT                                 | 카타오카 토미에   | 최문자   | 제7화          |
| 로코 보나로                        | 나카오 류세이     | 박영화   | 제8화          |
| 스텔라 보나로                      | 사카모토 마아야   | 이현진   | 제8화          |
| 피카로 칼비노                      | 시마카 유         | 온영삼   | 제8화          |
| 응퓨                               | 나카타 죠지       | 정승욱   | 제9화          |
| 아리사                             | 도이 미카         | 이선     | 제10화         |
| 린트 셀로니어스                    | 야마구치 캇페이   | 이주창   | 제10화         |
| 그렌시아 마르스 에리야 가크 엑케너 | 호리우치 켄유     | 김승준   | 제12화, 제13화 |
| 린                                 | 미도리카와 히카루 | 최재호   | 제12화, 제13화 |
| 체스마스터 헥스                    | 와타베 타케시     | 김병관   | 제14화         |
| 위트니 하거스 마츠모토             | 오츠카 아키오     | 장광     | 제15화         |
| 배커스 박사                        | 토미타 코세이     | 김태훈   | 제15화         |
| 우다이 탁심                        | 히로타 코세이     | 강구한   | 제16화         |
| 파드                               | 히로세 마사시     | 김병관   | 제16화         |
| 도미노 워커                        | 겐다 텟쇼         | 황윤걸   | 제17화         |
| 아시모프 소렌산                    | 니시 린타로       | 김준     | 제18화         |
| 비디오 마니아                      | 치바 시게루       | 안장혁   | 제19화         |
| 동풍                               | 긴가 반죠         | 노민     | 제20화         |
| 파오                               | 오오키 타미오     | 유만준   | 제21화         |
| 메이파                             | 오가사와라 아리사 | 임은정   | 제21화         |
| 앤디                               | 에바라 마사시     | 김일     | 제22화         |
| 론데스                             | 오츠카 치카오     | 유만준   | 제23화         |
| 로니 스판겐                        | 하치노헤 마사루   | 김장     | 제23화         |
| 애플 델리 시니즈 헤사프 루트펜     | 우츠미 켄지       | 이재용   | 제24화         |
| 맥켄타이어                         | 나카하라 시게루   | 서윤선   | 제24화         |
| 신                                 | 히야마 노부유키   | 최원형   | 제25화, 제26화 |
| 오토                               | 나카무라 히데토시 | 유동현   |                |
| 조나던                             | 키시노 유키마사   | 문영래   |                |

## 제작진
- 감독 구성: 와타나베 신이치로
- 조감독: 코바야시 노리코, 야마자키 테츠오
- 기획: (c)선라이즈
- 원작: 야타테 하지메
- 각본 구성: 노부모토 케이코
- 캐릭터 디자인: 카와모토 토시히로
- 기계 디자인: 야마네 키미토시
- 가구 디자인: 이마카케 이사무
- 미술 감독: 히가시 준이치
- 색감: 나카야마 시호코
- 사진감독: 오가미 요이치
- 음향 감독: 코바야시 카츠요시
- 음악가: 칸노 요코
- 음악 담당 회사: 빅터 엔터테인먼트
- 음악 제작: 오다 토시아키
- 음악 감독: 사사키 시로, 이노우에 유카코
- 무대 설정: 카와모리 쇼지, 사토 다이
- 프로듀서: 미나미 마사히코, 이케구치 카즈히코
- 각본: 사토 다이
- 제작: 선라이즈, 반다이 비주얼
- 저작권: (c) 1998 Sunrise Inc.

## 음악

### 주제가
- 오프닝 테마 〈Tank!〉
  - 작곡: 칸노 요코 , 연주: The Seatbelts
- 엔딩 테마 〈THE REAL FOLK BLUES〉
  - 작사 이와사토 유우호 , 작・편곡: 칸노 요코 , 노래: 야마네 마이
- 13화 엔딩 테마 〈SPACE LION〉
  - 작곡: 칸노 요코 , 연주: The Seatbelts
- 26화 엔딩 테마 〈BLUE〉
  - 작사: Tim Jensen , 작・편곡: 칸노 요코 , 노래: 야마네 마이
- TV도쿄방영시 최종화 〈よせあつめブルース〉의 엔딩 테마 〈空を取り戻した日〉
  - 노래: SHAKKAZOMBIE(シャカゾンビ)

## 방영 목록
()안은 TV도쿄방영시의 에피소드를 표시한것임.
| 화수                    | 제목                                                                                        |
| ----------------------- | ------------------------------------------------------------------------------------------- |
| Session #1              | 소행성 블루스 アステロイド・ブルース (Asteroid Blues)                                       |
| Session #2 (1)          | 들개의 스트러트 野良犬のストラット (Stray Dog Strut)                                        |
| Session #3 (2)          | 홍키 통크 위민 ホンキィ・トンク・ウィメン (Honky Tonk Women)                                |
| Session #4              | 게이트웨이 셔플 ゲイトウェイ・シャッフル (Gateway Shuffle)                                  |
| Session #5              | 타락 천사들의 발라드 堕天使たちのバラッド (Ballad Of Fallen Angels)                         |
| Session #6              | 악마를 위한 노래 悪魔を憐れむ歌 (Sympathy For The Devil)                                    |
| Session #7 (3)          | 헤비메탈 퀸 ヘヴィ・メタル・クイーン (Heavy Metal Queen)                                    |
| Session #8 (4)          | 비너스를 위한 왈츠 ワルツ・フォー・ヴィーナス (Waltz For Venus)                             |
| Session #9 (5)          | 재밍 위드 에드워드 ジャミング・ウィズ・エドワード (Jamming With Edward)                     |
| Session #10(6)          | 가니메데 비가 ガニメデ慕情 (Ganymede Elegy)                                                 |
| Session #11 (7)         | 심야의 헤비 록 闇夜のヘヴィ・ロック (Toys In The Attic)                                     |
| Session #12 (8)         | 주피터 재즈(전편) ジュピター・ジャズ (前編) (Jupiter Jazz (PART 1))                         |
| Session #13 (9)         | 주피터 재즈(후편) ジュピター・ジャズ (後編) (Jupiter Jazz (PART 2))                         |
| Session #14 (10)        | 보헤미안 랩소디 ボヘミアン・ラプソディ (Bohemian Rhapsody)                                  |
| Session #15 (11)        | 마이 퍼니 발렌타인 マイ・ファニー・ヴァレンタイン (My Funny Valentine)                      |
| Session #16             | 블랙 독 세레나데 ブラック・ドッグ・セレナーデ (Black Dog Serenade)                          |
| Session #17             | 머쉬룸 삼바 マッシュルーム・サンバ (Mushroom Samba)                                         |
| Session #18 (12)        | 10년 전의 나에게 スピーク・ライク・ア・チャイルド (Speak Like a Child)                      |
| Session #19             | 야생마들 ワイルド・ホーセス (Wild Horses)                                                   |
| Session #20             | 피에로의 진혼곡 道化師の鎮魂歌 (Pierrot Le Fou)                                             |
| Session #21             | 부기 우기 풍수 ブギ・ウギ・フンシェイ (Boogie Woogie Feng Shui)                             |
| Session #22             | 카우보이 펑크 カウボーイ・ファンク (Cowboy Funk)                                            |
| Session #23             | 브레인 스크래치 ブレイン・スクラッチ (Brain Scratch)                                        |
| Session #24             | 하드 럭 우먼 ハード・ラック・ウーマン (Hard Luck Woman)                                     |
| Session #25             | 더 리얼 포크 블루스(전편) ザ・リアル・フォークブルース(前編) (The Real Folk Blues (PART 1)) |
| Session #26             | 더 리얼 포크 블루스(후편) ザ・リアル・フォークブルース(後編) (The Real Folk Blues (PART 2)) |
| Session #XX((13 총집편) | よせあつめブルース                                                                          |

## 관련 작품

### 영화
카우보이 비밥 천국의 문
2001년 9월 1일 개봉한 극장판 애니메이션

### 게임
카우보이 비밥 (1998년 5월 14일, 반다이)슈팅게임
카우보이 비밥 추억의 야곡 (2005년 8월 25일, 반다이)액션게임

### 만화
카우보이 비밥 슈팅스타 (전2권)
원작: 야타테 하지메, 그림: 쿠가 카인, 출판사: 카도카와 쇼텐
카우보이 비밥 (전3권)
원작: 야타테 하지메, 그림: 난텐 유타카, 출판사: 카도카와 쇼텐

### 소설
카우보이 비밥 The Wild Man Blues (1999년 4월 1일, 카도카와 쇼텐)
원작: 야타테 하지메, 글: 요코테 미치코
카우보이 비밥 천국의 문 (2002년 8월 1일, 카도카와 쇼텐)
원작: 야타테 하지메, 글: 와타나베 신이치로

### 드라마
카우보이 비밥 (드라마)

## 전 세계 각 국에서 방영된 기록
- 한국에서는 1999년에 투니버스에서 시청 가능 연령을 표시하는 이른바 프로그램 등급 제도가 도입되기 이전에, 성인용으로 방영되었다.
- 미국 2001년 9월 2일, 카툰 네트워크에 성인용으로 방영이 되었다.
- 영국 2003년, 카툰 네트워크에 방영되었다.
- 오스트레일리아 2002년, 카툰 네트워크에 성인용으로 방영되었다. 그리고 ABC2에서 2007년 1월 2일부터 방영되었다.
- 프랑스 2000년 여름, Canal+에 방영되었다.
- 독일 2003년부터 2004년까지 MTV에 방영되었다.
- 폴란드 가끔씩 Hyper와 TVP Kultura에서 방영된다.
- 이스라엘 2001년부터 2002년까지 Bip에 심야 애니메이션으로 방영되었다.
- 스페인 1999년 방영, 2000년대 초반 K3's 3XL.net에 방영되었고, 또 2006년 여름 Cuatro에 심야 방영되었다
- 캐나다 2006년 10월 24일 Razer에 방영.
- 이탈리아 1999년 12월에 MTV에 방영, 그리고 2007년에 다시 방영.
- 싱가폴 Arts Central에 11시에 방영되었다. 잔인한 부분과 몇몇 신을 심의에 걸쳐 삭제했다.
- 포르투갈 2001년과 2007년에 SIC Radical에서 방영.
- 네덜란드 2005년에 TMF에서 방영
- 라틴 아메리카 1999년에 Locomotion에서 방영.